# Столпер, Михаил Борисович
Михаил Борисович Столпер (1911 или 1912 — после 1975) — советский конструктор по криогенным системам и кислородной технике, лауреат Сталинской премии 1951 года.
Вероятно, брат режиссёра Александра Столпера (у которого было два младших брата — Фима и Михаил). В таком случае родился в г. Двинск Витебской губернии и переехал с родителями в Москву во время Первой мировой войны.
В 1929 году поступил в МВТУ им. Н. Э. Баумана, после третьего курса был зачислен на новую специализацию по глубокому холоду и в 1934 году стал одним из трёх её первых выпускников. Ученик Семёна Яковлевича Герша.
В ноябре 1943 года вместе с другими специалистами по кислородной технике направлен в конструкторское бюро завода № 28 Главкислорода (Балашихинский машиностроительный завод). В декабре 1945 г. переведён в ВНИИКИМАШ.
Одновременно с 1946 года под руководством своего бывшего учителя Семёна Яковлевича Герша работал в МВТУ в научно-исследовательской лаборатории глубокого охлаждения над созданием экспериментальной установки для очистки воздуха от углекислоты при использовании метода вымораживания в сверхбольших изолированных и замкнутых объемах. За эту работу в 1951 году присуждена Сталинская премия.
В 1950-х годах преподавал на кафедре холодильных машин МВТУ.
Сочинения:
- Архаров А. М., Буткевич К. С., Головинцов А. Г., Кулаков В. М., Марфенина И. В., Микулин Е. И., Столпер М. Б. Техника низких температур . -Изд. 2-е, перераб. и доп. Москва: Энергия, 1975. — 512 с.: граф., ил., табл. + прил.: с. 472—503
- Кислород: справочник/ М. П. Малков, М. Б. Столпер, С. С. Пресс [и др.]; под редакцией Д. Л. Глизманенко. Ч. 1 : Москва: Металлургия, 1967 :422 с.

Сын — Столпер Леонид Михайлович, кандидат технических наук (1971).